# Buscate
Buscate is een gemeente in de Italiaanse metropolitane stad Milaan (regio Lombardije) en telt 4416 inwoners (31-12-2004). De oppervlakte bedraagt 7,9 km², de bevolkingsdichtheid is 599 inwoners per km².

## Demografie
Buscate telt ongeveer 1791 huishoudens. Het aantal inwoners daalde in de periode 1991-2001 met 2,0% volgens cijfers uit de tienjaarlijkse volkstellingen van ISTAT.
| Jaar | Inwoneraantal |
| ---- | ------------- |
| 1991 | 4314          |
| 2001 | 4228          |

## Geografie
Buscate grenst aan de volgende gemeenten: Busto Arsizio (VA), Magnago, Dairago, Castano Primo, Arconate, Inveruno, Cuggiono.